# Ульяновская улица (Петергоф)
Улья́новская улица — улица в городе Петергофе Петродворцового района Санкт-Петербурга. Проходит от подъездного железнодорожного пути Старый Петергоф — Ломоносов за Астрономическую улицу.
Наименована 23 ноября 1970 года. Как указано в решении, название дано «в честь В. И. Ульянова-Ленина (1870—1924), экстерном сдавшего в 1894 г. экзамены в Петербургском университете, и А. И. Ульянова (1866—1887), студента университета».
Первоначально Ульяновская улица проходила до Астрономической улицы. Участок за ней присоединён 20 июля 2010 года. Фактически же новый участок пока не построен и представляет собой грунтовку.

## Здания
- Дом 1 — НИИФ имени В. А. Фока (изначально — дом 1а)
- Дом 3 — Физический факультет Санкт-Петербургского государственного университета (изначально — дом 1)

## Интересный факт
Прежде в Петергофе существовали две Ульяновские улицы. Одна из них в 2012 году была переименована в Баушевскую улицу.

## Перекрёстки
- улица Первого Мая
- Университетский проспект
- Новожиловский проезд
- Ботаническая улица
- Астрономическая улица